# 紅豐

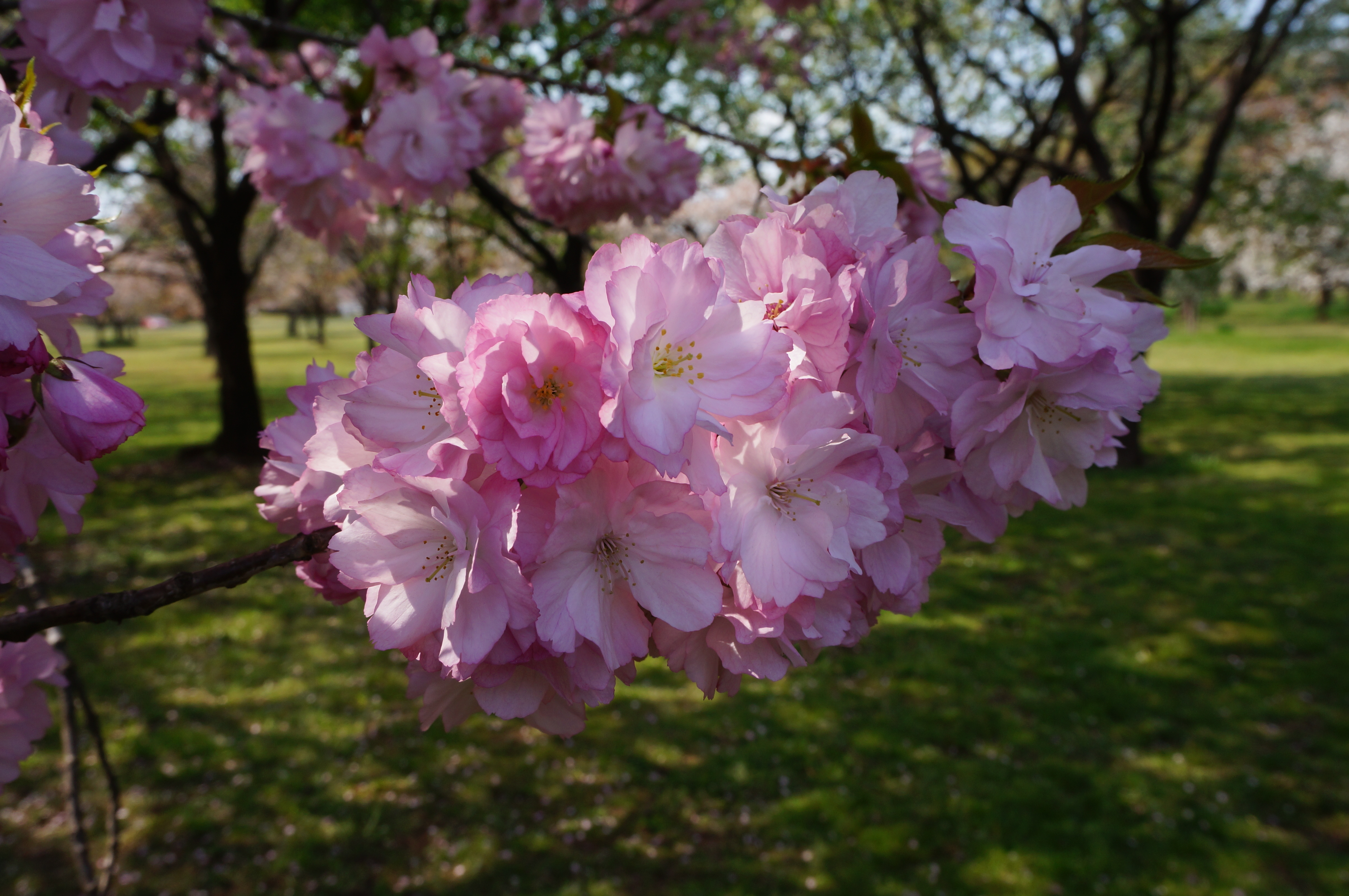

紅豐（日语：ベニユタカ，學名Cerasus Sato-zakura Group ‘Beni-yutaka’）是薔薇科李屬的一種植物。這種櫻花是一種原產於日本的八重櫻。1961年，淺利政俊通過雜交松前早咲和龍雲院紅八重兩種品種，誕生了紅豐櫻。